# Eduard Meyer
Eduard Meyer (25 de enero de 1855 - 31 de agosto de 1930) fue un notable historiador alemán, nacido en Hamburgo y educado en las universidades de Bonn y Leipzig. Fue nombrado profesor en Breslavia en 1885, Halle en 1889, y Berlín en 1902. Dio un discurso en la Universidad de Harvard en 1909. Le concedieron un título honorario la Universidad de Oxford, la Universidad de St. Andrews, la Universidad de Friburgo, y la Universidad de Chicago. Representa una de las cumbres de la ciencia histórica y es uno de los no demasiados ejemplos de sabiduría y erudición puestos al servicio de una crítica textual refinada, rigurosa y clarividente. En el 1933, Ortega y Gasset se refiere a él como el más grande historiador de los últimos treinta años. Su obra más importante es Geschichte des Altertums [Historia de la antigüedad] (1884-1902 tercera edición, 1913). Entre sus muchas otras publicaciones se encuentran: 
- Forschungen zur alten Geschichte (Investigaciones de historia antigua) (1892-1899)
- Untersuchungen zur Geschichte der Gracchen (Exploraciones en la historia de los gracos) (1894)
- Wirtschaftliche Entwicklung des Altertums (El desarrollo económico de la antigüedad)(1895)
- Die Entstehung des Judentums: Eine historische Untersuchung (El nacimiento del judaísmo: Un análisis histórico) (1896)
- Zur Theorie und Methodik der Geschichte (De la teoría y métodos de la historia)(1902)
- Aegyptische Chronologie (Cronología egipcia) (1904)
- Israeliten und ihre Nachbarstämme (Los israelitas y sus tribus vecinas) (1906)
- Sumerier und Semiten in Babylonien (Los sumerios y los semitas en Babilonia) (1906)
- Aegypten zur Zeit der Pyramidenerbauer (Egipto en el tiempo de los constructores de pirámides) (1908)
- Kleine Schriften zur Geschichtstheorie und zur wirtschaftlichen und politischen Geschichte des Altertums (Escritos breves sobre Teoría de la historia y la historia económica y política de la antigüedad) (1910).
- Der Papyrusfund von Elephantine: Dokumente einer jüdischen Gemeinde aus der Perserzeit und das älteste erhaltene Buch der Weltliteratur (El hallazgo de papiros en Elephantine: Documentos de una comunidad judía del tiempo de los persas y el libro más viejo de los conservados en la literatura mundial) (1912)
- Ursprung und Geschichte der Mormonen. Mit Excursen über die Anfänge des Islams und des Christentums (Origen e historia de los mormones. Con excursos sobre los comienzos del islam y del cristianismo) (1912)
- Caesars Monarchie und das Principat des Pompejus. Innere Geschichte Roms von 66 bis 44 v. Chr. (La monarquía de César y el principado de Pompeyo. Historia interna de Roma desde el 66 al 44 a. C. ) (1918)
- Ursprung und Anfänge des Christentums (Origen y comienzos del cristianismo. 3 volúmenes) (4ª y 5ª Ediciones, Stuttgart y Berlín, 1924)

Traducidas al español apenas encontramos:
- Miscellanea de artículos aparecida con el título "El historiador y la historia antigua", Fondo de cultura económica, 1955.
- Historia del Antiguo Egipto, incluida en la historia universal de Wilhelm Oncken, en traducción española de 1890, editorial Montaner y Simón, Barcelona. Este volumen suelto también lo publicó la editorial Impulso, Buenos Aires 1943.